# Nunavut
Nunavut (pomeni Naša dežela v inuktitutščini) je največje in najmlajše zvezno ozemlje Kanade. 1. aprila 1999 se je uradno odcepil od Severozahodnih teritorijev, meje pa so bile določene leta 1993. Glavni razlog odcepitve so bile težnje po večji avtonomiji večinskega inuitskega prebivalstva.
Nunavut obsega velik del severne Kanade, vključno z večino Kanadskega arktičnega otočja in je četrta največja poddržavna upravna enota na svetu. Hkrati ima najmanj prebivalcev med vsemi provincami in ozemlji Kanade (le dobrih 30.000) in je daleč najredkeje poseljen s povprečno gostoto približno enega prebivalca na 70 km².
Glavno in največje mesto ozemlja je Iqaluit, ki leži na Baffinovem otoku in šteje približno 7000 prebivalcev. Del ozemlja je tudi najsevernejši kanadski otok Ellesmere. Na njegovem skrajnem severnem delu je Alert, najbolj severno stalno naseljeno mesto na svetu.